# پروین صالح
پروین صالح (زادهٔ ۱۶ تیر ۱۳۱۸) موسیقی‌دان و نوازندهٔ قیچک و ویلن اهل ایران است. او نخستین نوازندهٔ قیچک در ارکستر سازهای ملی ایران است.

## زندگی‌نامه
پروین صالح ۱۶ تیر سال ۱۳۱۸ ه‍. ش در تهران متولد شد. تحصیلات ابتدایی را تا پایان کلاس چهارم، در دبستان ۱۷ دی گذراند. در این مدرسه با دیدنِ کتابچهٔ تبلیغاتی هنرستان موسیقی، به موسیقی علاقه‌مند شد و با رضایت پدر، از ۱۰ سالگی تحصیلات موسیقی خود را در هنرستان موسیقی ملی آغاز و با پیشنهاد روح‌الله خالقی ساز ویُلن را انتخاب کرد. وی نواختنِ ویلن را ابتدا نزد حسینعلی ملاح آموخت. پس از چند سال، نزد ابوالحسن صبا ردیف موسیقی ایرانی را آموزش دید. ساز دوم پروین صالح در هنرستان، ساز قانون بود. او سال‌ها در هنرستان موسیقی ملی، با هوشنگ ظریف همکلاس و دوست بود. آنها پیش از فارغ‌التحصیلی به نامزدی یکدیگر درآمدند که این نامزدی در سال ۱۳۳۹ به ازدواج انجامید. در مراسم عقد پروین صالح و هوشنگ ظریف، روح‌الله خالقی که مدیر آنها در هنرستان موسیقی ملی بود به عنوان شاهد عقد حضور داشت. از دیگر استادان پروین صالح در هنرستان موسیقی ملی می‌توان به روح‌الله خالقی، حسین تهرانی و جواد معروفی اشاره کرد.
پروین صالح پس از پایان تحصیل در هنرستان موسیقی در ادارهٔ فرهنگ و هنر به تدریس موسیقی مشغول شد. او همزمان به همراه هوشنگ ظریف و با دعوتِ داوود پیرنیا با ارکسترهای مختلف رادیو، به عنوان نوازندهٔ ویلن و ویولا همکاری خود را آغاز کرد. پس از مدتی به دعوت مرتضی حنانه با ارکستر تلویزیون همکاری کرد و همراه با این ارکستر در افتتاحیهٔ تلویزیون ایران به اجرای برنامه پرداخت. برنامه‌های این ارکستر، هرشب ساعت ۸ به‌صورت مستقیم پخش می‌شد. او نخستین بار نوازندگی ساز قیچک را در گروه مهدی مفتاح تجربه کرد. پس از آن با پیشنهاد فرامرز پایور در گروه پایور نیز به نوازندگی قیچک مشغول شد و همراه با این گروه کنسرت‌های متعددی در ایران و خارج از ایران برگزار کرد. این همکاری حدود ۲۰ سال و تا زمان بیماری فرامرز پایور و پایان فعالیت‌های گروه ادامه داشت. از دیگر گروه‌هایی که پروین صالح با آنها همکاری داشت، می‌توان به ارکستر حسن رادمرد، ارکستر محمدعلی بهارلو و ارکستر بانوان به سرپرستی احمد فروتن راد اشاره کرد. پروین صالح سه فرزند با نام‌های شاهین، بابک و کتایون ظریف دارد. او همچنین در دانشکدهٔ هنرهای زیبای دانشگاه تهران نیز تدریس کرده است.
در مهر ۱۳۹۰، در مراسم جشن خانه موسیقی ایران، لوح تقدیر و تندیس خانه موسیقی به پروین صالح اهدا شد. همچنین در شهریور ۱۳۹۴، مراسم بزرگداشت پروین صالح با حضور جمعی از هنرمندان در تالار وحدت تهران برگزار شد.

## آثار
از جمله آثار موسیقی منتشر شده که پروین صالح در اجرای آنان حضور داشته‌است به موارد زیر می‌توان اشاره کرد:
- نوازندگی در آلبوم موسیقی گروه نوازی در دستگاه شور و ماهور با آهنگسازی فرامرز پایور[۸]
- نوازندگی در آلبوم موسیقی ساز قصه‌گو با آهنگسازی فرامرز پایور و خوانندگی محمدرضا شجریان
- نوازندگی در آلبوم موسیقی راز دل با خوانندگی محمدرضا شجریان[۹]
- نوازندگی در آلبوم موسیقی آثار درویش‌خان ۱ کرشمه[۱۰]
- نوازندگی در آلبوم موسیقی آثار درویش‌خان ۲ پریزاد[۱۱]
- نوازندگی در آلبوم موسیقی آثار درویش‌خان ۳ دلکش[۱۲]
- نوازندگی در آلبوم موسیقی گروه نوازی[۱۳]
- نوازندگی در آلبوم موسیقی هم‌نوازی استادان[۱۴]
- نوازندگی در آلبوم موسیقی عیاران اثر احمد پژمان[۱۵]
- برگزیده گل‌های تازه برنامه شماره ۱۰۳ با خوانندگی عبدالوهاب شهیدی[۱۶]
- همنوازی استادان (۲)[۱۷]